# Vela nos Jogos Olímpicos de Verão de 1988
As competições da vela nos Jogos Olímpicos de Verão de 1988 foram disputadas entre os dias 20 e 27 de setembro daquele ano em Busan, na Coreia do Sul. O programa de 1988 consistia num total de oito classes (disciplinas) de vela. Para cada uma das classes do evento foram sete regatas. A navegação foi realizada nos percursos olímpicos do tipo triangular. A partida foi feita no centro de um conjunto de oito marcas numeradas que foram colocadas em um círculo. Durante o procedimento de largada, a sequência das marcas foi comunicada aos velejadores. Ao escolher a marca que estava mais contra o vento, a largada sempre poderia ser feita contra o vento. Esta foi a primeira vez que um evento separado foi alocado exclusivamente para mulheres.

## Local
De acordo com os estatutos do Comitê Olímpico Internacional, as competições em todas as modalidades desportivas devem ser realizadas na cidade escolhida pelo COI ou o mais próximo possível. Como as condições de navegação da costa perto de Seul não são muito adequadas para a vela olímpica, Busan foi escolhido para o evento de vela de 1988. Um total de duas áreas de corrida foram criadas na costa de Busan.
Busan teria sido um local com vento fraco, mas ninguém percebeu, até que esta informação veio do aeroporto localizado em um vale protegido. Acontece que os Jogos Olímpicos de 1988 foram um dos mais ventosos de todos os tempos, com um dia de corrida adiado devido ao excesso de vento. Um dia de corrida viu cerca de trinta nós de vento com cinco nós de corrente indo contra o vento. Houve muitos danos aos equipamentos e resgates de muitas classes resultando em muitos marinheiros não finalizados e pedidos de reparação.

## Participantes

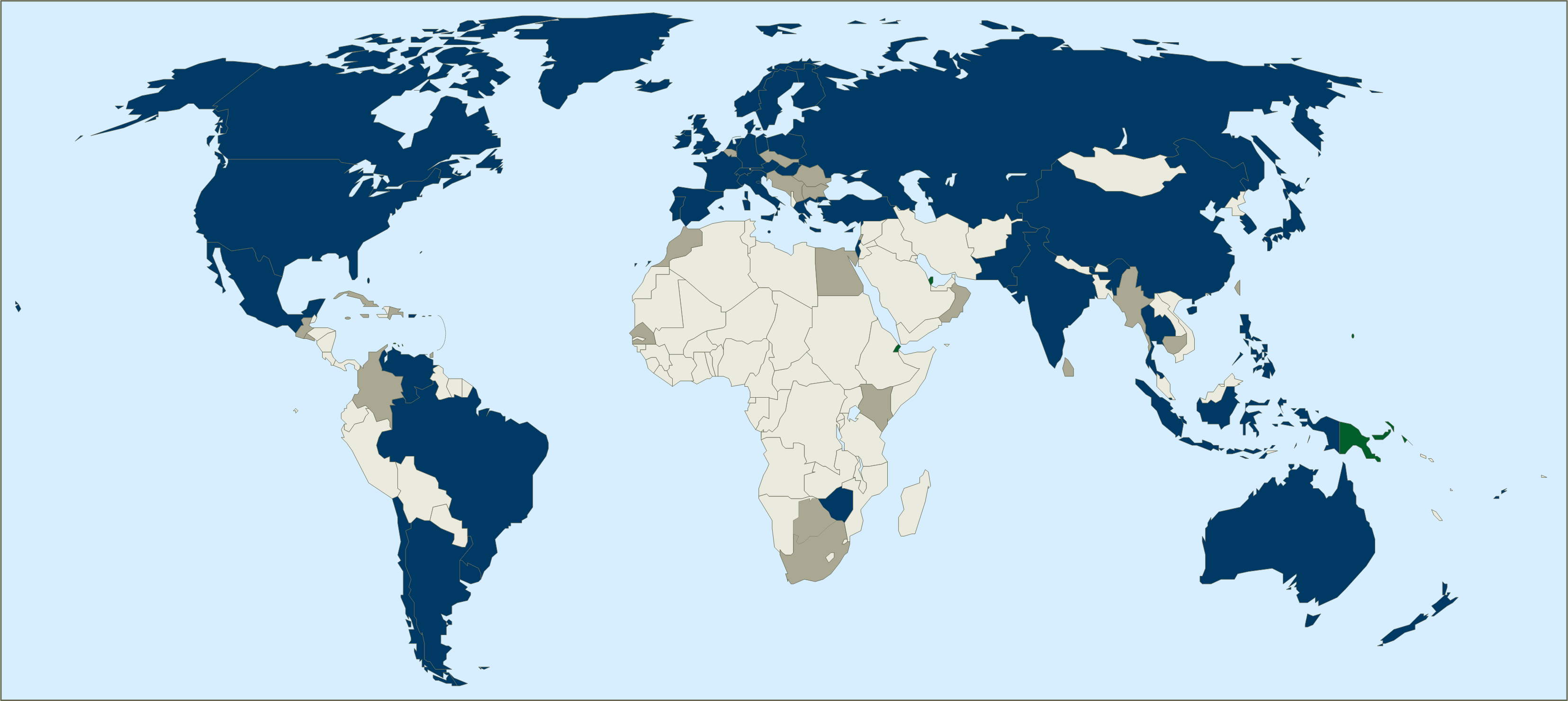
Países participantes da vela nos Jogos Olímpicos de 1988.
Países que participaram pela primeira vez.
Países que já participaram em outras edições.
Países que boicotaram o evento da vela.

- AHO Antilhas Neerlandesas
- ANT Antígua e Barbuda
- ARG Argentina
- AUS Austrália
- AUT Áustria
- BAH Bahamas
- BAR Barbados
- BER Bermudas
- BRA Brasil
- CAN Canadá
- CHI Chile
- CHN China
- CYP Chipre
- DEN Dinamarca
- DJI Djibuti
- ESP Espanha
- FIJ Fiji
- FIN Finlândia
- FRA França
- FRG Alemanha Ocidental
- GBR Grã-Bretanha
- GDR Alemanha Oriental
- GRE Grécia
- GUM Guam
- HKG Hong Kong
- HUN Hungria
- INA Indonésia
- IND Índia
- IRL Irlanda
- ISL Islândia
- ISR Israel
- ISV Ilhas Virgens Americanas
- ITA Itália
- IVB Ilhas Virgens Britânicas
- JPN Japão
- KOR Coreia do Sul
- MEX México
- MLT Malta
- MON Mônaco
- NED Países Baixos
- NOR Noruega
- NZL Nova Zelândia
- PAK Paquistão
- PHI Filipinas
- PNG Papua-Nova Guiné
- POL Polônia
- POR Portugal
- PUR Porto Rico
- QAT Catar
- SIN Singapura
- SMR San Marino
- SUI Suíça
- SWE Suécia
- THA Tailândia
- TUR Turquia
- URS União Soviética
- URU Uruguai
- USA Estados Unidos
- VEN Venezuela
- ZIM Zimbabwe

## Eventos
| Classe          | Tipo            | Evento | Velejadores | Trapézio | Vela grande | Jib/Génova | Spinnaker | Primeira exibição | N.º de equipes |
| --------------- | --------------- | ------ | ----------- | -------- | ----------- | ---------- | --------- | ----------------- | -------------- |
| Division II     | prancha à vela  |        | 1           | 0        | +           | -          | -         | 1988              | 45             |
| Finn            | bote            |        | 1           | 0        | +           | -          | -         | 1952              | 33             |
| 470             | bote            |        | 2           | 1        | +           | +          | +         | 1988              | 21             |
| 470             | bote            |        | 2           | 1        | +           | +          | +         | 1976              | 29             |
| Flying Dutchman | bote            |        | 2           | 1        | +           | +          | +         | 1960              | 22             |
| Tornado         | catamarã        |        | 2           | 1        | +           | +          | -         | 1976              | 23             |
| Star            | barco de quilha |        | 2           | 0        | +           | +          | -         | 1932              | 21             |
| Soling          | barco de quilha |        | 3           | 0        | +           | +          | +         | 1972              | 20             |

## Medalhistas
Masculino
| Evento               | Ouro                                   | Prata                                           | Bronze                                        |
| -------------------- | -------------------------------------- | ----------------------------------------------- | --------------------------------------------- |
| Division II detalhes | Bruce Kendall NZL Nova Zelândia        | Jan Boersma AHO Antilhas Neerlandesas           | Mike Gebhardt USA Estados Unidos              |
| Finn detalhes        | José Luis Doreste ESP Espanha          | Peter Holmberg ISV Ilhas Virgens Americanas     | John Cutler NZL Nova Zelândia                 |
| 470 detalhes         | Thierry Peponnet Luc Pillot FRA França | Tõnu Tõniste Toomas Tõniste URS União Soviética | John Shadden Charles McKee USA Estados Unidos |

Feminino
| Evento       | Ouro                                          | Prata                                          | Bronze                                                   |
| ------------ | --------------------------------------------- | ---------------------------------------------- | -------------------------------------------------------- |
| 470 detalhes | Allison Jolly Lynne Jewell USA Estados Unidos | Marit Söderström Birgitta Bengtsson SWE Suécia | Larisa Moskalenko Iryna Chunykhovska URS União Soviética |

Eventos abertos
| Evento                   | Ouro                                                           | Prata                                                             | Bronze                                               |
| ------------------------ | -------------------------------------------------------------- | ----------------------------------------------------------------- | ---------------------------------------------------- |
| Flying Dutchman detalhes | Jørgen Bojsen-Møller Christian Grønborg DEN Dinamarca          | Ole Pollen Erik Bjørkum NOR Noruega                               | Frank McLaughlin John Millen CAN Canadá              |
| Tornado detalhes         | Jean-Yves Le Déroff Nicolas Hénard FRA França                  | Chris Timms Rex Sellers NZL Nova Zelândia                         | Lars Grael Clinio Freitas BRA Brasil                 |
| Star detalhes            | Michael McIntyre Bryn Vaile GBR Grã-Bretanha                   | Mark Reynolds Harold Haenel USA Estados Unidos                    | Torben Grael Nelson Falcão BRA Brasil                |
| Soling detalhes          | Jochen Schümann Thomas Flach Bernd Jäkel GDR Alemanha Oriental | John Kostecki William Baylis Robert Billingham USA Estados Unidos | Jesper Bank Jan Mathiasen Steen Secher DEN Dinamarca |

## Quadro de medalhas
| Ordem | País                         | Medalha de ouro | Medalha de prata | Medalha de bronze |    | Ordem por total |
| ----- | ---------------------------- | --------------- | ---------------- | ----------------- | -- | --------------- |
| 1     | FRA França                   | 2               |                  |                   | 2  | 3               |
| 2     | USA Estados Unidos           | 1               | 2                | 2                 | 5  | 1               |
| 3     | NZL Nova Zelândia            | 1               | 1                | 1                 | 3  | 2               |
| 4     | DEN Dinamarca                | 1               |                  | 1                 | 2  | 3               |
| 5     | GDR Alemanha Oriental        | 1               |                  |                   | 1  | 7               |
| 5     | GBR Grã-Bretanha             | 1               |                  |                   | 1  | 7               |
| 5     | ESP Espanha                  | 1               |                  |                   | 1  | 7               |
| 8     | URS União Soviética          |                 | 1                | 1                 | 2  | 3               |
| 9     | AHO Antilhas Neerlandesas    |                 | 1                |                   | 1  | 7               |
| 9     | NOR Noruega                  |                 | 1                |                   | 1  | 7               |
| 9     | SWE Suécia                   |                 | 1                |                   | 1  | 7               |
| 9     | ISV Ilhas Virgens Americanas |                 | 1                |                   | 1  | 7               |
| 13    | BRA Brasil                   |                 |                  | 2                 | 2  | 3               |
| 14    | CAN Canadá                   |                 |                  | 1                 | 1  | 7               |
| TOTAL | TOTAL                        | 8               | 8                | 8                 | 24 | —               |